# Strigosella
Strigosella es un género de plantas fanerógamas de la familia Brassicaceae. Comprende 27 especies descritas y de estas, solo 4 aceptadas.

## Taxonomía
El género fue descrito por Pierre Edmond Boissier y publicado en Diagnoses Plantarum Orientalium Novarum, ser. 2, 3(1): 22. 1854.

## Especies aceptadas
A continuación se brinda un listado de las especies del género Strigosella aceptadas hasta julio de 2014, ordenadas alfabéticamente. Para cada una se indica el nombre binomial seguido del autor, abreviado según las convenciones y usos.	
- Strigosella brevipes (Bunge) Botsch.
- Strigosella circinata Botsch.
- Strigosella hispida (Litv.) Botsch.
- Strigosella scorpioides (Bunge) Botsch.